# 浜学園シラベテ
浜学園シラベテは、2012年12月より浜学園とNTTラーニングシステムズが提供する拡張現実を活用したeラーニングサービスである。

## 概説
浜学園シラベテは、浜学園とNTTラーニングシステムズが提供するシラベテを活用した初のeラーニングサービスである。浜学園が中学受験指導に活用しているメインテキストに、バーコード等を加えることなく、拡張現実として解説講義映像を結びつけている。具体的には、浜学園シラベテに対応したタブレット (コンピュータ)のカメラでメインテキストを撮影すると、テキストの学年や頁番号、問題番号を特定し、撮影した部分の問題を解説する講義映像を再生することができる。これにより、受講者はわからない頁や問題を指定した講義映像を簡単に受講することができる。

## 技術的特徴
スマートフォンやタブレット (コンピュータ)のカメラで印刷物を撮影すると、撮影した画像の中に写り込んだ文字をサーバ上で光学文字認識処理し、文字に対応する印刷物や頁番号を特定するＮＴＴサービスエボリューション研究所が開発した「Kappan」と、NTTラーニングシステムズの画像認識技術エフ・ブリッジを組み合わせることで認識率を向上させている。特徴的なのは光学文字認識処理で、通常横列に文字認識をし、印刷物や頁番号を特定するところを、文字を縦列で処理することで認識率を向上しているところである。
浜学園シラベテの中核技術である「Kappan」の開発を担当したＮＴＴサービスエボリューション研究所宮田章裕は、その特徴を「紙にバーコードを印刷する必要はなく、みなさまが既にお持ちの問題用紙・教科書をそのままご利用いただける」という。

## サービス設計
浜学園は講義映像を制作し、NTTラーニングシステムズのシラベテサーバーにて浜学園メインテキストの各頁、各問題と映像を紐付け、浜学園シラベテというパッケージにて受講者にサービスを提供している。シラベテは一部のAndroidを搭載したタブレットとiPad、iPad miniに対応している。それぞれのタブレット (コンピュータ)へのアプリケーションソフトウェアはGoogle Play、App Storeを介してNTTラーニングシステムズより無償で提供されている。浜学園シラベテを受講者が利用するには、別途Ｗｅｂ全問解説講義サービスへの申込みが必要である。

## フィールドトライアル
シラベテの中核技術である「Kappan」は2011年9月22日に浜学園、西日本電信電話、日本電信電話の3社がフィールドトライアルを実施している。フィールドトライアルでは、浜学園の公開学力テストを活用し、浜学園塾生を対象に行われている。西日本電信電話の古賀祐匠によると、トライアル参加者からは「パソコンよりも操作がわかりやすく、子どもだけで簡単に利用できる」「場所を選ばないので、パソコンよりも効率的に学習できる」との声があったという。

## サービス化とリビング学習
「Kappan」が研究所の技術からサービスの１歩を踏み出したのは2011年に開催されたＮＴＴグループコレクションである。当時浜学園は講義映像コンテンツの開発を進めていた。そのような中、ＮＴＴグループコレクションにおいて浜学園の圓林真吾が「家のリビングでご家族に見守られながら勉強してもらったほうが、精神的にも安心して学習に臨めるのではないか」というリビング学習を推進するサービスの構築を目的として「Kappan」に注目し、西日本電信電話の永澤崇寛らとの共同開発がスタートしたという。この共同開発は西日本電信電話の「リビング学習サービス」へと繋がり、リビング学習を推進するテレビドラゼミの発表へ繋がった。。